# Daniella Mieko Nisimura
Daniella Mieko Nisimura (* 26. März 1994 als Daniella Lorenzon) ist eine brasilianische Speerwerferin.

## Sportliche Laufbahn
Erste internationale Erfahrungen sammelte Daniella Mieko Nisimura 2012 bei den Juniorenweltmeisterschaften in Barcelona, bei denen sie mit einer Weite von 49,72 m in der Qualifikation ausschied. Im Jahr darauf belegte sie bei den Panamerikanischen-Juniorenmeisterschaften in Medellín mit 48,96 m den vierten Platz und gelangte bei den Juniorensüdamerikameisterschaften in Resistencia mit 46,52 m auf Rang fünf. 2014 gewann sie bei den U23-Südamerikameisterschaften mit einem Wurf auf 53,46 m die Silbermedaille und 2017 gelangte sie bei den Südamerikameisterschaften in Luque mit 52,88 m auf Rang vier. Anschließend nahm sie an der Sommer-Universiade in Taipeh teil und schied dort mit 51,77 m in der Qualifikation aus. 2025 gewann sie bei den Südamerikameisterschaften in Mar del Plata mit 60,12 m die Bronzemedaille hinter ihrer Landsfrau Jucilene de Lima und Juleisy Ángulo aus Ecuador.
2024 wurde Mieko Nisimura brasilianische Meisterin im Speerwurf.